# Les Rois du sport
Pour plus de détails, voir Fiche technique et Distribution.
Les Rois du sport est un film français réalisé par Pierre Colombier, sorti en 1937.

## Synopsis
Jules et Fernand sont deux garçons du Café des sports à Marseille qui participent à la course annuelle de leur corporation. Jules gagne la course (par quelques moyens illicites) et empoche 5 000 francs, qu'il remet aussitôt dans un pari avec Burette, un impresario sportif parisien. Jules parie sur l'équipe de football de la Canebière, dont Fernand garde les buts, et qui affronte celle de Montmartre. L'équipe phocéenne l'emporte 4 buts à 3, Jules gagne son pari, mais Burette a disparu.
Jules prend alors le train pour monter à Paris, et retrouve son débiteur qui lui propose une association plus fructueuse : organiser des spectacles sportifs et empocher les bénéfices. Un exemple : le champion américain de boxe, Jim Sandford, va venir disputer à Paris un match qui attirera les foules et remplira leurs poches.
Sandford vient de débarquer à Marseille où il s'attable au Café des Sports. II y trouve Fernand qui a préféré rester auprès d'Antoinette, la fille de Jules, dont il est amoureux. L'Américain se prend d'amitié pour Fernand qui lui a fait découvrir le pastis et l'emmène à Paris.
Dans le train, totalement ivres, Fernand s'endort, tandis qu'à Valence, Sandford descend et, pour cause de bagarre, ne remonte pas. À l'arrivée du train, Vachette, le secrétaire de Burette, ainsi que les photographes de presse prennent Fernand pour le boxeur. En l'absence de celui-ci, Jules et Burette ne voient que Fernand pour jouer son rôle.
Pour gagner du temps, permettant de retrouver le vrai Jim Sandford, Burette propose devant la presse la participation de Fernand/Sandford à la course automobile de la Tasse d'Argent. Durant la course, Jules fait passer Fernand par des chemins de traverses lui permettant de gagner la course.
Le jour du match de boxe arrive. Sacré manager du boxeur malgré lui, Jules s'affaire aux quatre coins du ring et trouve le moyen d'endormir l'adversaire. Fernand/Sandford est vainqueur par KO. Le vrai Sandford arrive, plutôt fâché, et corrige Fernand qui se retrouve avec Jules sous les verrous. Burette, bien entendu, a encore disparu. Libérés, les « rois du sport » retournent à leur café. Fernand épouse Antoinette et Jules leur recommande de mettre au monde des garçons de café plutôt que des sportifs.

## Fiche technique
- Titre : Les Rois du sport
- Réalisation : Pierre Colombier
- Scénario : Jean Guitton
- Adaptation : Germain Fried
- Dialogues : Henri Jeanson
- Assistant-réalisateur : Françoise Giroud
- Photographie : Victor Arménise, Robert Juillard
- Montage : André Versein
- Musique : Roger Dumas
- Chansons : Les rois du sport, L'amour mesdames, Petite Toinon, Joselita, Quand on n'a pas ce que l'on aime, La java des jeunes de Marseille, Elle fait d'la bibi, Quand on est amoureux, on est heureux
- Décors : Jacques Colombier
- Son : William Sivel
- Société de production : Gray-Films
- Directeur de production : Ayres d'Aguiar
- Tournage en juin et juillet 1937
- Format : Noir et blanc — 35 mm — 1,37:1 — Son : Mono
- Genre : Comédie
- Durée : 102 minutes (1 h 42)
- Dates de sortie :
  - France : 19 septembre 1937
  - Belgique : 19 décembre 1937
- Affiches : Fernand François (France)

## Distribution
- Raimu : Jules de l'Estaque, garçon de café
- Fernandel : Fernand, garçon de café
- Jules Berry : Burette, l'impresario sportif
- Lisette Lanvin : Antoinette
- Nita Raya : Lili
- Georges Flamant : Jim Sandford, le boxeur
- Julien Carette : Mr Vachette
- Doumel : Le président du Boxing-Club
- Marcel Maupi : Le cireur
- Beretrot : Le speaker
- John Anderson : Le boxeur
- Dortignac : L'arbitre
- Rolando : Un soigneur
- Dumontier : Un soigneur
- Pierre Ferval : Un journaliste
- Franck Maurice : Un soigneur
- Marguerite de Morlaye : Une spectatrice du match
- René Alié : Un journaliste
- Robert Berri : Un journaliste
- Marcel Melrac : Un agent au commissariat
- Robert Ralphy : Un dîneur
- Jacques Beauvais : Le maître d'hôtel
- Paul Marcel : Le monsieur bousculé
- Charles Edmond : Le monsieur bousculé dans la gare Montparnasse
- Mado Stelly
- Léna Dartes
- Chevauche
- Manuel Gary

## Autour du film
- La scène du match de football est tourné au Stade de l'Huveaune avec la participation de l'Olympique de Marseille, alors champion de France.
- Françoise Giroud qui fut première assistante écrit : « Dans une production de cauchemar : il fallait manœuvrer cent cinquante figurants ; Pierre Colombier était ivre du matin au soir ; Raimu et Fernandel exigeaient d'entrer simultanément sur le plateau : pas question que l'un des deux attende l'autre, fût-ce d'une fraction de seconde... J'en ai bavé, si j'ose dire. Mais j'ai gagné mes galons. » (Françoise Giroud, Arthur ou le bonheur de vivre - Éditions Fayard 1997 - page 58)
- Les véritables sportifs cités dans le film sont : Charles Rigoulot (vainqueur du Bol d'or), Louis Chiron, Gino Bartali et Jean Borotra
- La voiture pilotée par Fernand est une BNC 527 Monza[1]